# Fosse norvégienne

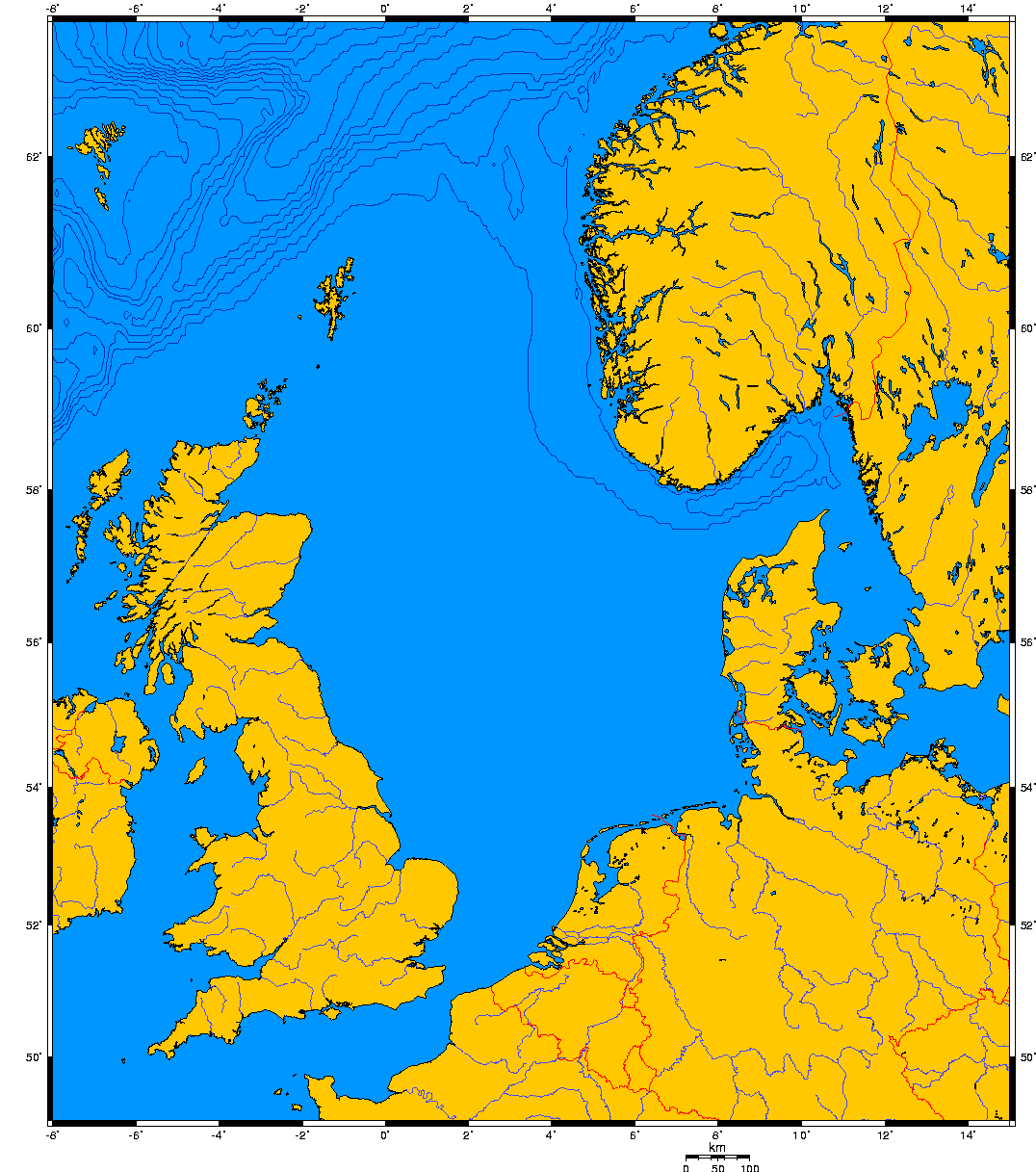
Carte de la mer du Nord, la fosse norvégienne est facilement visible le long de la côte norvégienne

La fosse norvégienne est une dépression sous-marine située au large des côtes sud de la Norvège, s'étendant du nord-ouest de la péninsule de Stad jusqu'au Skagerrak. Elle constitue l'une des formations sous-marines les plus importantes de la région, avec une profondeur maximale atteignant environ 730 mètres, contrastant fortement avec la mer du Nord environnante, qui a une profondeur moyenne de moins de 100 mètres.

## Description
Contrairement aux fosses océaniques classiques résultant de la subduction tectonique, la fosse norvégienne s'est formée par érosion glaciaire. Elle remonte à environ 1,1 million d'années, époque à laquelle d'immenses glaciers recouvraient la Scandinavie. Le mouvement de ces glaciers, combiné à l’action des courants sous-glaciaires, a profondément creusé cette zone. La fosse a ainsi servi de conduit naturel pour l’écoulement des eaux de fonte glaciaire, contribuant à son approfondissement progressif.

### Caractéristiques
La fosse norvégienne joue un rôle fondamental dans les dynamiques maritimes de la région. Elle influence le régime des courants marins, notamment en favorisant l’échange d’eaux entre la mer du Nord et l’Atlantique Nord. Le courant norvégien, qui transporte des eaux relativement chaudes depuis l'Atlantique, interagit avec les eaux plus froides de la mer du Nord et du Skagerrak, créant ainsi des conditions hydrologiques uniques.
Cette fosse contribue également à la stratification de l’eau, un phénomène qui affecte directement la circulation des nutriments et par conséquent, la biodiversité marine de la région.

### Écosystèmes
Les variations de température et de salinité dans la fosse norvégienne favorisent la présence d’une faune et d’une flore marines variées. On y trouve de nombreuses espèces de poissons telles que le cabillaud, le lieu noir et le hareng, qui profitent des ressources abondantes en plancton. La fosse est également un habitat pour certaines espèces d’invertébrés benthiques adaptées aux profondeurs.
L’importance écologique de cette fosse en fait une zone cruciale pour les activités de pêche en Norvège. Cependant, cette richesse biologique est menacée par la surpêche et les changements environnementaux liés au changement climatique.

## Impacts des activités humaines
La fosse norvégienne revêt une importance économique et stratégique considérable. Elle est exploitée pour plusieurs activités :
- La pêche, qui constitue un secteur clé de l’économie norvégienne, avec des stocks de poissons particulièrement abondants dans cette zone.
- L’exploration pétrolière et gazière, la Norvège disposant de vastes ressources offshore dont certaines zones d’exploitation se trouvent à proximité de la fosse.
- Le transport maritime, avec de nombreuses routes commerciales passant par cette fosse, notamment pour les échanges entre la Scandinavie et le reste de l’Europe.

Cependant, l’exploitation intensive de ces ressources soulève des questions environnementales, notamment en ce qui concerne les risques de pollution et la préservation des écosystèmes marins.